# Даниъл Болдуин
Даниъл Болдуин е американски актьор, роден на 5 октомври 1960 г. Братята му Стивън, Уилям и най-вече Алек Болдуин са известни актьори.